# كفر شاهين
كفر شاهين إحدى قرى مركز زفتى التابع لمحافظة الغربية بجمهورية مصر العربية. أصله من توابع شبرا قلوج ثم فصل عنها سنة 1260 هـ.

## السكان
بلغ عدد سكان كفر شاهين 2837 نسمة حسب تقدير عام 2018.
| السنة  | 1882 | 1897 | 1907 | 1927 | 1947 | 1960 | 1976 | 1986 | 1996 | 2006  | 2018 |
| ------ | ---- | ---- | ---- | ---- | ---- | ---- | ---- | ---- | ---- | ----- | ---- |
| القرية | 547  | 741  | 853  | 805  | 673  | 917  | 1141 | 1406 | 1751 | 2,045 | 2837 |